# 江森自控
強森自控國際，為一家美國上市公司與跨國企業，總部位於愛爾蘭科克，專精於溫控、空調、機械設備和能源領域。其前身強森自控是世界第一家自動溫度控制器製造商，亦曾是世界最大的汽車電池、座椅及內飾供應商。現在的強森自控國際是由強森自控於2016年9月6日與泰科國際（Tyco International）合併而成的，主要業務為建築設施效益、能源動力與分散式儲能的解決方案。
強森自動控制國際是一家綜合工業機械巨頭，2017年位列美國商業雜誌《財富》（FORTUNE）全球500大企業第272名，年營收超過300億美元，在世界各地擁有據點2,000處、員工121,000人。

## 歷史
1883年，沃倫‧強森（Warren S. Johnson）發明的電子遙測溫度計取得了其第一項專利，這是世上首款自動溫度控制裝置。1885年，他和商人威廉‧普蘭金頓（William Plankinton）合作創立了強森電子服務公司（Johnson Electric Service Company），位於美國威斯康辛州的密爾瓦基市（Millwaukee, Wisconsin, U.S.A.)，從事電子溫控系統的製造、安裝和維修。
1895年，沃倫‧強森團隊在開發第一個自動區域溫控系統時取得了蒸汽閥、蒸汽袪水器、減壓閥、水加熱器、水力空氣壓縮機和電錶的專利。一個世紀之後，美國機械工程師協會尊稱其為“所有控制系統之祖父”。1901年，沃倫‧江森的專利成為“自動運輸”蒸氣發生器與動力轉向的先驅。在接下來的11年中，江森電子服務生產了1,000輛蒸汽動力汽車，包括消防車、豪華轎車及救護車。
1902年更名為強森服務公司（Johnson Service Company）。此後數十年，強森服務專精於溫控，特別是以大型複雜建築物的室內溫度、濕度與空氣流動控制聞名，業務遍及世界各地的摩天大樓、百貨公司、大型超市、工廠、體育館、電影院、機場、醫院、學校、政府機關、船舶甚至軍艦。除了持續研發更有效率、更加節能的技術，也開始通過併購擴大技術能力。1968年，江森服務併購製冷與燃氣加熱控制器製造商 Penn Controls，進入《財富》500大，產品線新增了包括超市的製冷控制、農業乾燥設備的濕度控制和商業自助洗衣店的控制。1972年推出世界第一台用於建築物控制系統的微電腦 JC/80，同年還增加了商業建築的消防與安全系統。1974年二度更名為強森自控股份有限公司（Johnson Controls, Inc.），並跨足車用領域。
1978年，強森自控併購美國最大汽車電池製造商全球聯合（Globe Union），取得汽車電池製造技術。1985年併購汽車座椅與塑料機械公司胡佛環球（Hoover Universal），取得汽車座椅系統的設計、製造及組裝能力，並成為美國最大的塑料瓶供應商和回收商，也是塑料製造與回收技術的全球領導者。1989年併購泛美世界服務（Pan Am World Services），投入設施管理。1990年推出突破性的建築物自動化系統 Metasys ，將建築物的環境控制、能源管理、照明、消防和安全系統連結在一起；同年併購德國零部件製造商 E.A.H. Naue GmbH & Co. KG.，打入歐洲汽車市場。1996年併購王子汽車（Prince Automotive），極大地擴展了其汽車內飾系統的業務。2000年後一路併購日本汽車座椅製造商池田物產、法國電子大廠 Sagem 的汽車內飾部門、德國汽車電池廠 Hoppecke、德國公司 Varta 的汽車電池部門、德國博格儀器（Borg Instruments），2005年併購美國德爾福（Delphi）的汽車電池部門，2011年併購德國金屬零部件和機構公司 C. Rob. Hammerstein 與 Keiper/Recaro，成為車用領域的綜合巨頭。不過，近年來強森自控逐步脫離車用領域，專注於汽車電池及原本的建築溫控本業，陸續轉售汽車電子業務、汽車內飾業務，2016年10月更將汽車座椅部門分拆出去，成為獨立的上市公司安道拓。
隨著綠建築和智慧建築的發展需求，強森自控除了溫控之外，亦佈局暖通空調（HVAC）、節能、儲能、消防與安全等方面的自動化控制系統。2005年併購加州機械設備大廠 Cal-Air，以擴張客戶基礎。同年，再併購全球最大暖通空調及製冷設備製造商約克國際（York International）。2015年10月1日，強森自控與日立製作所宣布達成全球合資協議，前者獲得後者子公司日立電器60%的股權，脫離日立集團的日立電器更名為強森自控-日立空調（Johnson Controls-Hitachi Air Conditioning）。2016年9月6日，強森自控完成了同消防與安全控制大廠泰科國際（Tyco International）的合併，強森自控的股東擁有新公司的56%股權。合併後的新公司強森自控國際股份有限公司（Johnson Controls International PLC.）為了稅負倒置（Tax Inversion），將總部遷往原泰科國際的註冊地愛爾蘭科克（實際上的營運總部仍在密爾瓦基），在美國國內引發批評。
2018年11月14日，強森自控以132億美元的價格將旗下生產汽車電池的業務出售給加拿大布魯克菲爾德資產管理公司（Brookfield Business Partners L.P.）和魁北克省的投資公司Caisse de depot et placement以及一些合作伙伴。布魯克菲爾德與Cassie兩家公司各佔股權30％，餘額由其他合作伙伴分享。